# Grimaldi's Pizzeria
Grimaldi's Pizzeria es una cadena de pizzerías estadounidense del área metropolitana de Nueva York con varios restaurantes alrededor de los Estados Unidos. Su restaurante más famoso se encuentra debajo del Puente de Brooklyn en Brooklyn en el 1 Front Street, vecino a su ubicación original. Zagat Survey evaluó Grimaldi's como la pizzería No. 1 en Nueva York en el 2007. Con un modelo de atención de delivery y para llevar debido a la pandemia de COVID-19, en el 2022 tuvo restaurantes operativos en total. No vende porciones, sólo pizzas enteras, que son cocinadas en un horno de ladrillo alimentado por carbón. También vende vinos y aperitivos así como calzones. Entre los postres están los cannoli y tiramisu, así como cheesescake estilo Nueva York.

## Historia

### Propietario original (1990-1994)
Patsy Grimaldi, el fundador de Grimaldi's Pizzeria, aprendió a hacer pizzas a la edad de 10 en Patsy's Pizzeria, el restaurante de su tío Patsy Lancieri en el Harlem italiano en 1941. Décadas después, Grimaldi decidió abrir su propio negocio y planeó originalmente de abrirlo en Manhattan. Sin embargo, Grimaldi creía que los hornos de carbón producían la mejor pizza y sabía que los hornos de carbón eran ilegales en Manhattan. Como resultado, Grimaldi empezaó a planear abrir un restaurante en Brooklyn.
Grimaldi abrió Grimaldi's Pizzeria en Brooklyn, Nueva York en 1990, en una ubicación debajo del Puente de Brooklyn, en el 1 Front Street. La nombró Patsy's Pizzeria, sin estar asociada a la Patsy's Pizzeria en Harlem del Este donde Grimaldi había trabajado anteriormente cuando fue un adolescente. Sólo vendiendo pizzas enteras, no porciones, se hizo popular y se expandió a Hoboken. Tuvo dos ubicaciones en Nueva Jersey: ambos operados por el socio de Patsy Grimaldi Sean McHugh, en Hoboken y Verona, Nueva Jersey. Se hizo conocido por tener colas alrededor de la cuadra de gente esperando ordenar. Una rocola tocaba canciones de Frank Sinatra.
En 1996, hubo un conflicto sobre los derechos del nombre. La empresa I.O.B. Realty, que por entonces era la propietaria de Patsy's Pizzeria en Harlem del Este. I.O.B demandó a Patsy Grimaldi para que le pagara por el uso del nombre Patsy's Pizzeria. En octubre de 1996, "con la finalidad de desasociarse de los nuevos restaurantes y para terminar con las disputas legales, los Grimaldis cambiaron el nombre de su pizzería a Patsy Grimaldi's. Reemplazaron sus carteles y sus anuncios e imprimieron nuevos menus."

### Nuevos propietarios y expansión (1995-2011)

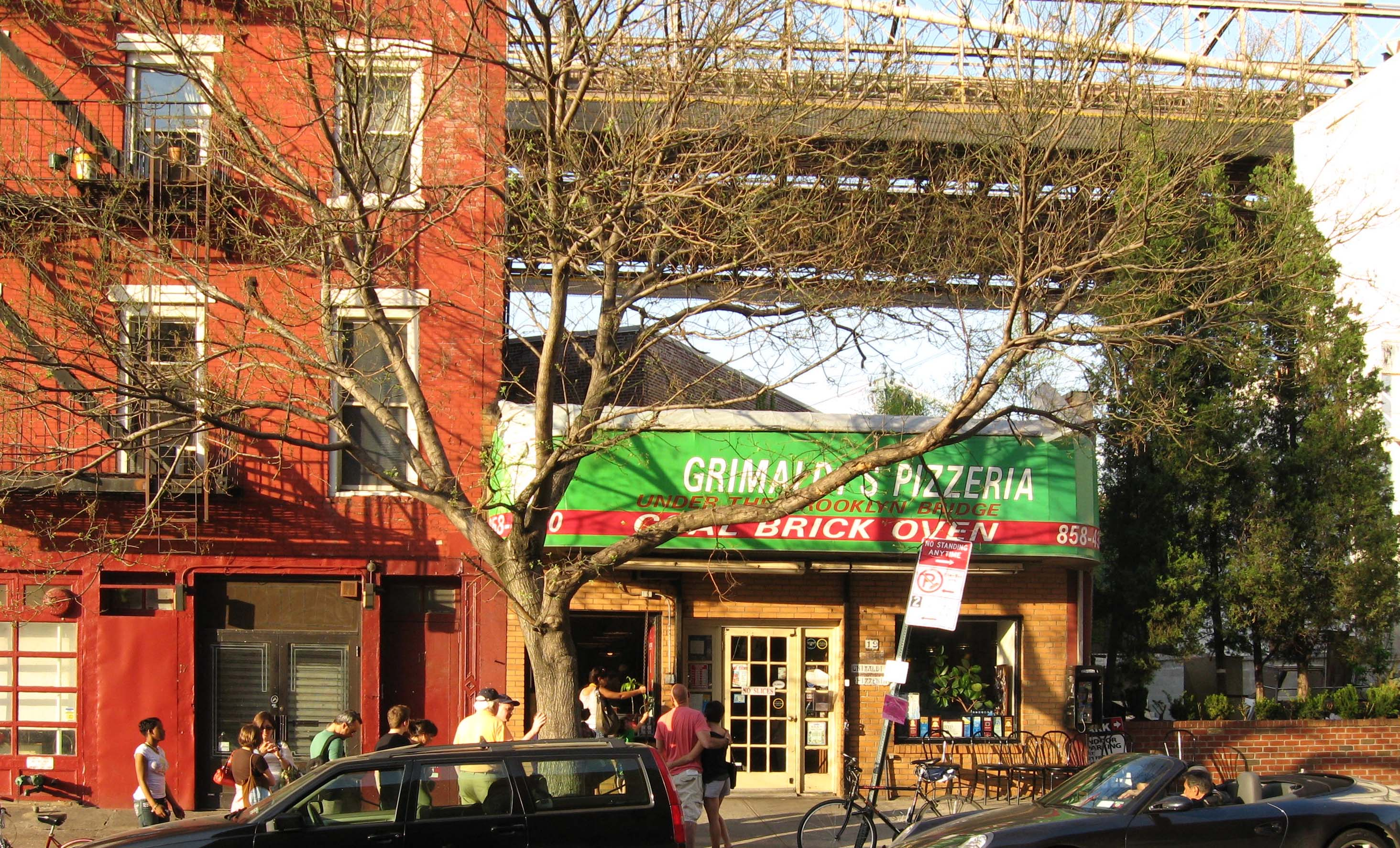
Fila de clientes esperando afuera del local original de Grimaldi's Pizzeria. Como Grimaldi's no toma reservaciones, las colas esperando por mesas son usualmente largas y se extienden a lo largo de Old Fulton Street.

A fines de los años 1990, Patsy Grimaldi se retiró, vendiendo el nombre Grimaldi's y la franquicia (con excepción de los locales de Hoboken) al administrador de restaurantes Ciolli. En el 2000, el hijoi de Ciolli, Joseph, se convirtió en el CEO. Ciolli y Greenwald abrieron una nueva tienda en Tempe, Arizona, luego movieron la sede principal a Scottsdale. En el 2003, los tiempos de espera en el restaurante original de Brooklyn, que no toma reservaciones podían ser hasta una hora para una mesa. Para el 2008, se expandió a Dallas. Para el 2010, la compañía se expandió a Arizona, Florida, y Texas. Ese mismo año, la BBC la nombró como uno de los mejores restaurantes de pizza en los Estados Unidos. En el 2010, luego del anuncio del 2009 de que un posible local de Grimaldi's en el Distrito Financiero había estado inactivo por un año y podría ser desalojado, la tienda abrió un local de 24 horas en el Limelight Marketplace en Manhattan. Hubo planes también de reabrir la que se ubicaba en el 135 John Street.
En julio del 2008, el restaurante fue brevemente clausurado por las autoridades impositivas. En el 2010, la ubicación en Brooklyn de Grimaldi's enfrentó el desalojo, lo que terminó judicializándose. En el 2011, el propietario del edificio delinó de renovar el alquiler en Brooklyn con lo que renovaron una antigua oficina bancaria contigua y mudaron ahí el restaurante: el deuño intentó desalojarlos del local anterior por retrasos en el pago de la renta y los impuestos, pero un juez ordenó al dueño que se debía mantener la ubicación abierta hasta que el arrendamiento expirara el 30 de noviembre del 2011. La ubicación cerró el 29 de noviembre y abrió al día siguiente en el 1 Front Street al lado, un edificio abierto en 1869 que fue utilizado como el primer bando de depósitos seguros en Brooklyn. También en el 2011, se abrió una tienda Grimaldi's en Chelsea, Manhattan. En el 2012, Patsy Grimaldi salió de su retiro y abrió una nueva pizzería llamada Juliana's Pizza en el edificio original del que Grimaldi's había sido desalojado en el 2011, dando como resultado una enemistad entre él y Ciolli.

### Crecimiento y franquicia (2012-2018)
Grimaldi's se expandió en el sur de California a inicios del 2013 con una ubicación en El Segundo con 280 asientos. Se reportó que un químico fue contratado para hacer que el agua sepa similar al agua potable en Brooklyn. Para el 2017, Eric Greenwald fue el oficial en feje poperativo de Grimaldi's Pizza. Ese año, abrieron una ubicación en Detroit, alcanzando el número de 50 restaurantes en total . También el 2017, la compañía firmó un contrato para abrir cinco restaurantes en los Emiratos Árabes Unidos en sociedad con Tablez Food Co.
En agosto del 2016, un Grimaldi's ubicado en el 656 Avenue of the Americas en el barrio neoyorquino de Chelsea fue embargado por el departamento impositivo de Nueva York por deuda de impuestos. El local, que había sido cerrado previamente por la mism razón, perdió nuevamente en el 2018. En febrero del 2018, otro local cerro en Colorado debido a deuda de impuestos y el Coloradoan reportó que el local en Foothills shopping center tenía su propiedad embargada por el gobierno del condado después de haber cerrado el mes anterior. La compañía había abierto, ese mismo año, su tienda 50 y tenía presencia en 16 estados.

### Pandemia y servicio de reparto (2019-2022)
Grimaldi's Pizzeria inició un programa de franquicia nacional en abril del 2019. La franquicia, sin embargo, se tuvo que pausar a raíz del inicio de la pandemia de coronavirus. En mayo del 2020, Entrepreneur repor´to que Grimaldi's se había dedicado enteramente a los servicios de comida para llevar y reparto en respuesta a la pandemia. La histórica ubicación en Brooklyn location, que nunca había ofrecido el servicio de reparto, empezó a hacerlo junto con otras compañías a inicio del 2020 y se creó un área de mesas en el exterior cuando se abrió la posibilidad de que los restaurantes atiendan en exteriores en la ciudad de Nueva York. Más adelante ese mismo año, la compañía volvió a ofrecer el servicio en interiores en Nueva York.
En noviembre del 2020, el concepto Grimaldi’s Pizzeria To-Go debutó en Scottsdale, Arizona en conjunción con Kitchen United. Otra vez enfocándose en acuerdos de franquicia, en el 2021 se anunció que Grimaldi's estaba asociándose con Power Brands Hospitality Group y abrían un nuevo local en Huntsville, Alabama, el primero en ese estado. Fue la primera franquicia doméstica de Grimaldi's. En ese tiempo, Joseph Ciolli era CEO de Grimaldi's y la franquicia tenía restaurantes en Carolina del Sur y Florida así como locales para llevar en Nueva York junto a su original local en Brooklyn. En octubre del 2021, la compañía continuó expandiéndose, esta vez en Austin, Texas, con un restaurante de todos los servicio luego de haber abierto inicialmente algunos locales para llevar .
Para el 2022, durante la pandemia de COVID-19, habían locales activos en Meridian, Idaho, así como en Sparks, Nevada, y otros en Alabama, Arizona, California, Florida, Kansas, Kentucky, Nueva York, Carolina del Sur, Texas, y Wisconsin. Según su sitio web, la compañía tiene 41 ubicaciones franquiciadas en diez estados de los Estados Unidos, y declaró que buscaba expandirse internacionalmente. Todas las ubicaciones "recrean la ubicación de Brooklyn" e importan ingredientes de los mismos proveedores.
Hay cocinas satélite en ciudades como Austin, Texas.

## Menú
La compañía tradicionalmente ofrece la posibilidad de llevar la comida o de comer en el salón. Los restaurantes presentan la decoración italiana neoyorquina con un horno de ladrillo mostrado al centro de tal forma que los clientes pueden ver sus pizzas cocinándose a través de una ventana de vidrio. Los hornos son "calentados por 100 libras de carbón cada día a una temperatura de mas de 600 grados centígrados". Durante la pandemia en el 2020, la compañía dejó de atender en el salón en sus más de 40 locales y daba el servicio de reparto a través de DoorDash, UberEats, y Grubhub, y creando áreas separadas para recojo que permitieron el distanciamiento social. El menú se mantuvo pero se añadieron ofertas que incluían bebidas alcohólicas y descuentos familiares. La atención en salón se volvió a dar en algunos locales a mediados del 2020.
En el 2010, la compañía había contratado "químicos para analizar y recrear el contenido mineral y la composición del agua de Nueva York", y que "sistema propio de suministro de "agua de Nueva York" se instaló en cada pizzería para asegurar que la masa sepa tan auténticamente neoryoquina como sea posible."
De acuerdo con el Las Vegas Review-Journal, la masa de Grimaldi's se conoce por ser delgada y "cracker-crispy," explicando que "su queso y salsa no resuman aceite de olivo" como otros establecimientos neoyorquinos que utilizan el aceite para evitar que la pizza se queme cuando se recalienta. Grimaldi's pizza, por el contrario, no puede ser recalendata ya que se quema. Como tal, las pizzar para llevar sólo se cocinan dos tercios del tiempo para que los clientes terminen su cocción en casa.
Para el 2022, los artículos en el menú incluyen la pizza al carbón, con estilos que incluyen la tradicional, pesto, y blanca con ajo. Los tamaños de las pizzas son de 12", 16", y 18", y calzones se venden en los mismos tamaños. Hay también una pizza de coliflor de 12", entradas y piqueos, vino y bebidas y el vino de la casa de pinot grigio. Entre los postres se encuentran el cannoli y tiramisu, así como cheesecake de estilo neoyorquino. El Las Vegas Sun describió que tenían una "masa crocante con pesto casero, pimientos rostizados y la mejor mozzarela en la ciudad... otros adicionales incluyen aceitunas kalamata, salchicha italiana y corazones de alcachofa."

## Elogios
The New Yorker escribió en el 2003: "Las discusiones sobre la mejor pizza pueden ser tan tediosos como futiles - estan los aficionados a Patsy’s, los de Grimaldi’s y aquellos pocos suertudos que afirman conocer la identidad exacta del Ray original." The Washington Post escribió sobre el restaurant en el 2003 "regularmente gana las encuestas sobre la mejor pizza en Nueva York. La pizza, de hecho, es todo lo que sirve, con excepción de un antipasto por $10 (mozzarella, salami, pimientos asados y aceitunas) y unos pocos postres excelentes. Puedes obtener una pequeña pizz por $12 y una grande por $14. La mayoría de los adicionales cuestan $2. La verdad es que, si no vas a Grimaldi's por los adicionales, que son mas que adecuados, vas por la masa que es incomparable: delgada y crujiente, casi delicada en su ligereza."
Grimaldi's Pizzeria fue una de las pizzerías más aclamadas en la ciudad de Nueva York. En marzo del 2010, el Gothamist reportó que en una visita a la pizzería de Brooklyn, Michelle Obama había "basicamente" dicho que la pizza era superior a la del estilo de Chicago.
Zagat Survey evaluó Grimaldi's como la pizzería No. 1 Pizzeria en Nueva York en el 2007. Fue declarado uno de los mejores 10 restaurante en Nueva York por Let's Do New York City. Grimaldi's Pizzeria fue elegida como una de las mejores cinco pizzerías en los Estados Unidos por Food Network. Su pizza fue mostrada en el show de televisión The Best Of....

## Cadenas separadas
Hay dos cadenas Grimaldi's que son operadas independiente en los Estados Unidos, cada una con derechos legales al nombre:
- La más conocida, operada por Frank Ciolli y su familia, incluyen la ubicación original en el puente de Brooklyn[41] y también tiene locales en Alabama, Arizona,[42] California, Colorado, Florida, Idaho, Kansas, Luisiana, Michigan, Nevada,[43] Carolina del Sur, Tennessee, Texas, y Virginia.[44][45]
- Otros dos locales son operados por el antiguo socio de Patsy Grimaldi, Sean McHugh, y se ubican en Hoboken y Verona, New Jersey.[10]

## Cultura Pop
El local original fue mostrado en un episodio de Law and Order.